# Buste d'homme accoudé
Le buste d’homme accoudé est une sculpture en grès réalisée par Nicolas Gerhaert de Leyde vers 1463 pour le portail de la chancellerie de Strasbourg, dont il s’agit de l’un des rares fragments subsistants. Il est généralement admis depuis les années 1960 qu’il s’agit d’un autoportrait de l’artiste.

## Historique
Le 14 juin 1464, la Ville de Strasbourg commande au sculpteur Nicolas de Leyde un portail monumental pour la nouvelle chancellerie de la ville. Le bâtiment abritant entre autres la salle d’audience de l’Ammeister et le secrétariat général de la Ville, il s’agit d’une commande prestigieuse, comme le confirme par ailleurs le paiement conséquent de 240 florins que reçoit l’artiste. Le buste n’est pas mentionné dans le contrat, mais deux éléments indiquent qu’il en faisait partie : d’une part sa parenté stylistique avec les têtes du prophète et de la sibylle, dont l’appartenance au portail ne fait aucun doute ; d’autre part une description faite par de Philippe Louis Künast d’un dessin disparu du portail, dans laquelle il dit qu’il s’y trouvait un buste de l’architecte au-dessus du millésime 1463.
L’édifice est mis en vente le 16 mai 1793 puis rasé et les sculptures dispersées ou détruites. Le buste entre en possession de la famille Reuss dans des circonstances floues : selon la légende familiale, elle aurait été trouvée au pied de la cathédrale sur un tas de gravats destinés à servir de remblai, mais cette histoire est improbable, la sculpture ayant fait l’objet d’une dépose soignée, comme le montre son très bon état de conservation. Les Reuss la déposent au début du XXe siècle au musée archéologique de Strasbourg, puis elle passe en 1931 dans les collections du nouveau musée de l’Œuvre Notre-Dame fondé par Hans Haug.

## Description

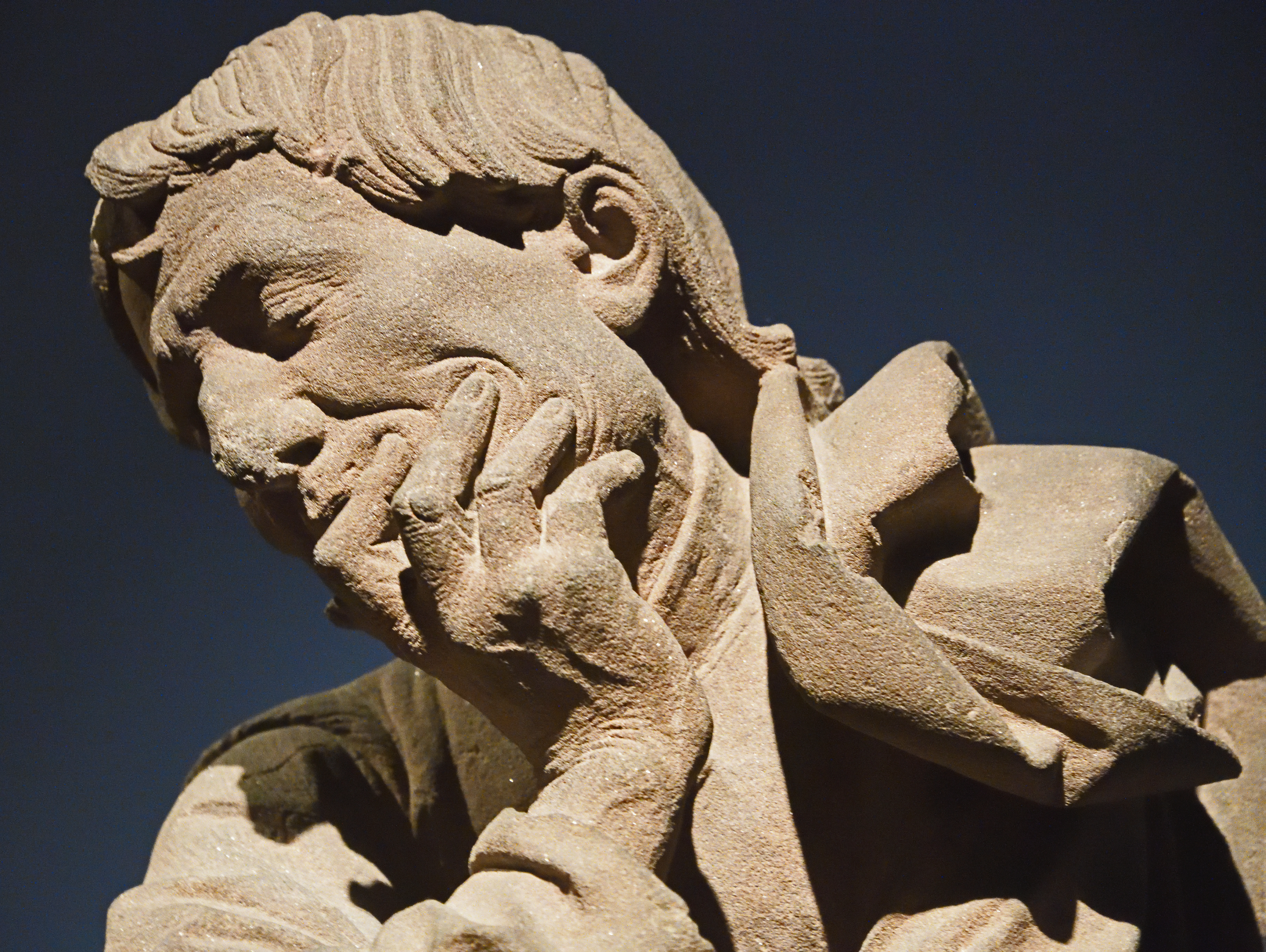
Le visage vu de profil.

Le buste a été sculpté dans du grès rouge de la région de Strasbourg. Bien que paraissant être à première vue une sculpture en ronde-bosse, l’observation du dos montre que celle-ci n’est pas totale, l’œuvre ayant été reliée au mur par une moulure dont seul un fragment est encore visible. De même, le traitement sommaire de l’arrière du buste, la taille étroite et l’inclinaison par rapport à la base indiquent qu’il se trouvait probablement à l’origine sur un socle et dans un renfoncement en hauteur. L’œuvre est globalement dans un bon état de conservation, en dépit de quelques manques principalement localisés au niveau de la main gauche.
Le buste représente un homme vêtu d’un pourpoint et portant sur l’épaule gauche une écharpe à frange, peut-être un chaperon. Penché en avant, en appui sur son avant-bras gauche, il tient son menton de sa main droite, la tête penchée sur le côté et les yeux clos. Les chairs sont rendues avec une grande précision : les doigts appuyant sur la joue déforment la peau en créant des plis naturalistes et une grande attention a été portée à la figuration des rides sur le visage ou encore des veines saillant sur le dos de la main. En parallèle de l’écharpe reposant sur son épaule gauche, il porte sur son épaule droite une bande de tissu à double bordure de fourrure dont il agrippe l’autre extrémité de la main gauche après l’avoir enroulée sous son bras. Il tient également dans cette main un objet, dont seule subsiste l’extrémité.

## Analyse

### Figure mélancolique
La posture, yeux clos et tête reposant dans la paume de la main, est caractéristique de l’attitude mélancolique telle qu’elle est représentée depuis l’Antiquité. Par ailleurs, les représentations personnifiées de la mélancolie au Moyen Âge et de le Renaissance ont non seulement cette posture, mais tiennent souvent également un compas, ce que pourrait être l’objet que tient l’homme dans sa main gauche, bien qu’un ciseau ait également été proposé. Ce type d’instruments scientifiques et artistiques est souvent représenté dans les vanités et par extension les allégories de la mélancolie.

### Autoportrait
Cette posture caractéristique d’un artiste a amené à se questionner très tôt sur la possibilité que l’œuvre soit un autoportrait de Nicolas de Leyde : le premier à proposer cette hypothèse est en effet Otto Wertheimer dès 1929. Jusqu’alors, le buste était considéré comme étant une représentation de Jean l’évangéliste faisant partie d’une agonie dans le Jardin des Oliviers disparue. Ce n’est toutefois que dans les années 1960 que l’hypothèse de l’autoportrait devient dominante, après la publication en 1959 de la description de 1709 du portail de la chancellerie de Philippe Louis Künast, qui évoque la présence d’une représentation sculptée de l’architecte.

### Liste des expositions
- en exposition permanente au Musée de l’œuvre Notre-Dame de Strasbourg ;
- Spätgotik am Oberrhein. Meisterwerke der Plastik und des Kunsthandwerks 1450-1530, 4 juillet-5 octobre 1970, Badischen Landesmuseum, Karlsruhe ;
- Mélancolie, génie et folie en Occident, 13 octobre 2005-16 janvier 2006, Paris, Galeries Nationales du Grand-Palais ;
- Nicolas de Leyde, sculpteur du XVe siècle. Un regard moderne, 30 mars-8 juillet 2012, Strasbourg, Musée de l’Œuvre-Notre-Dame.